# SBS u와 함께
SBSⓤ와 함께는 SBS V-Radio에서 방송했던 라디오 프로그램이다.

## 역사
2006년 5월 1일에 첫방송을 시작했으며, 원래는 저녁 6시에 방송됐으나, 2008년 3월 31일부터 밤 12시로 시간대를 이동하여 방송하다가, 2014년 10월 5일 방송을 마지막으로 폐지되었다.

## 역대 방송시간
| 방송 채널   | 방송 기간                         | 방송 시간                 |
| ----------- | --------------------------------- | ------------------------- |
| SBS V-Radio | 2006년 5월 1일 ~ 2008년 3월 30일  | 매일 저녁 6:00 ~ 밤 8:00  |
| SBS V-Radio | 2008년 3월 31일 ~ 2014년 10월 5일 | 매일 밤 12:00 ~ 새벽 2:00 |

## 역대 DJ
- 2006년 5월 1일 ~ 2006년 11월 5일 : 김주희 아나운서
- 2006년 11월 6일 ~ 2007년 11월 4일 : 유경미 아나운서 (1차)
- 2007년 11월 5일 ~ 2008년 3월 30일 : 정석문 아나운서
- 2008년 3월 31일 ~ 2008년 10월 26일 : 이혜승 아나운서
- 2008년 10월 27일 ~ 2009년 4월 12일 : 유경미 아나운서 (2차)
- 2009년 4월 13일 ~ 2010년 3월 28일 : 윤소영 아나운서
- 2010년 3월 29일 ~ 2010년 10월 31일 : 김환 아나운서
- 2010년 11월 1일 ~ 2011년 1월 16일 : 윤영미 아나운서
- 2011년 1월 17일 ~ 2011년 8월 7일 : 유혜영 아나운서
- 2011년 8월 8일 ~ 2014년 10월 5일 : 박영만 아나운서